# Tottenham Hotspur F.C.
Câu lạc bộ bóng đá Tottenham Hotspur (tiếng Anh: Tottenham Hotspur Football Club), còn được gọi là Tottenham (/ˈtɒtənəm/) hoặc Spurs, là một câu lạc bộ bóng đá chuyên nghiệp của Anh có trụ sở tại Luân Đôn, Anh. Sân nhà của họ kể từ tháng 4 năm 2019 là Sân vận động Tottenham Hotspur thay thế cho White Hart Lane đã bị phá dỡ trước đó. Khu sân tập của họ nằm tại Bulls Cross, thuộc Khu Enfield của Luân Đôn. Tập đoàn ENIC là chủ sở hữu câu lạc bộ. Tottenham chọn màu áo trắng với quần xanh lam kể từ mùa giải 1898–99. Biểu tượng của đội bóng là hình chú gà trống đứng trên quả bóng, đi kèm với khẩu hiệu tiếng Latinh Audere est Facere (Dám nghĩ dám làm).
Tottenham được thành lập vào năm 1882. Họ giành danh hiệu đầu tiên là FA Cup vào năm 1901, trở thành câu lạc bộ đầu tiên dưới hạng vô địch quốc gia làm được điều này kể từ khi Football League được thành lập vào năm 1888. Tottenham cũng là câu lạc bộ đầu tiên trong thế kỷ 20 giành cú đúp Cúp Liên đoàn và FA Cup vào mùa giải 1960–61. Sau khi bảo vệ thành công FA Cup vào năm 1962, họ trở thành câu lạc bộ đầu tiên của Anh giành danh hiệu châu lục khi vô địch UEFA Cup Winners' Cup vào năm 1963. Spurs cũng giành chức vô địch mùa giải đầu tiên UEFA Cup vào năm 1972, trở thành câu lạc bộ đầu tiên của Anh giành được hai cúp vô địch châu Âu khác nhau. Từ năm 1950 tới hết thập niên 2000, đội bóng luôn giành được ít nhất một danh hiệu mỗi thập kỷ, ngang bằng kỷ lục với Manchester United. Tổng cộng, Tottenham giành được 2 chức vô địch quốc gia, 8 FA Cup, 4 Cúp Liên đoàn, 7 Siêu cúp Anh, 1 UEFA Cup Winners' Cup và 3 UEFA Cup. Họ cũng là á quân của UEFA Champions League 2018–19. Spurs có lịch sử đối đầu lâu năm với đội bóng cùng thành phố Arsenal, và trận đấu giữa hai đội được đặt tên riêng là Derby Bắc Luân Đôn.

## Lịch sử

### Những năm đầu (1882–1908)

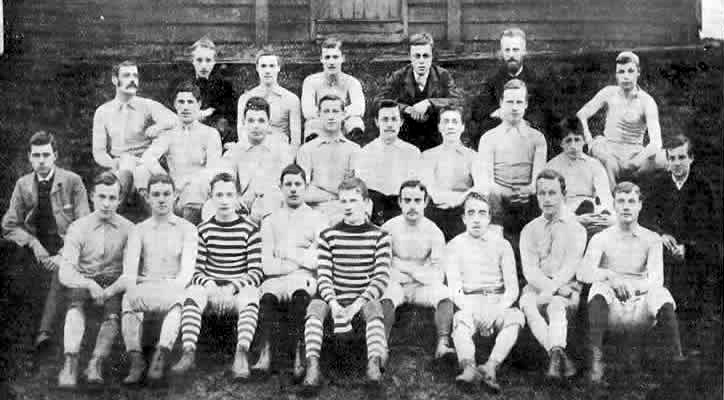
Spurs năm 1885. Chủ tịch John Ripsher đứng thứ hai bên phải hàng trên cùng, đội trưởng Jack Jull đứng thứ tư bên trái hàng giữa, và Bobby Buckle ngồi thứ hai bên trái hàng dưới cùng.

Câu lạc bộ bóng đá Tottenham Hotspur Football Club được thành lập vào ngày 5 tháng 9 năm 1882 bởi một nhóm học sinh do Bobby Buckle làm đội trưởng. Họ vốn là thành viên của đội cricket có tên Hotspur, và được tập trung nhằm duy trì hoạt động thể thao vào mùa đông. Hơn một năm sau, nhóm học sinh được quản lý bởi thầy giáo dạy Kinh thánh là John Ripsher, người được coi là chủ tịch và thủ quỹ đầu tiên trong lịch sử đội bóng. Ripsher hỗ trợ kinh phí cho đội bóng trong nhiều năm sau đó, giúp họ tổ chức và có cả tài trợ. Tới tháng 4 năm 1884, họ quyết định đổi tên thành "Tottenham Hotspur Football Club" nhầm tránh nhầm lẫn với đội bóng khác cùng tên Hotspur ở Luân Đôn. Họ cũng bổ sung ngay lập tức hai biệt danh của đội là "Spurs" và "The Lilywhites" (Hoa loa kèn).
Ban đầu, câu lạc bộ chủ yếu luyện tập với nhau và thỉnh thoảng chơi vài trận giao hữu với các đội bóng địa phương. Trận đấu đầu tiên được ghi nhận là vào ngày 30 tháng 9 năm 1882, và Tottenham thua 0-2 trước đội Radicals. Giải đấu chính thức đầu tiên mà họ tham gia là London Association Cup. Họ giành chiến thắng 5-2 ngay trận đấu đầu tiên trước đội St Albans vào ngày 17 tháng 10 năm 1885. Hoạt động của họ thu hút nhiều người dân quan tâm, đặc biệt các trận đấu trên sân nhà. Tới năm 1892, lần đầu tiên họ đăng ký tham gia một giải vô địch bóng đá phong trào có tên Southern Alliance.

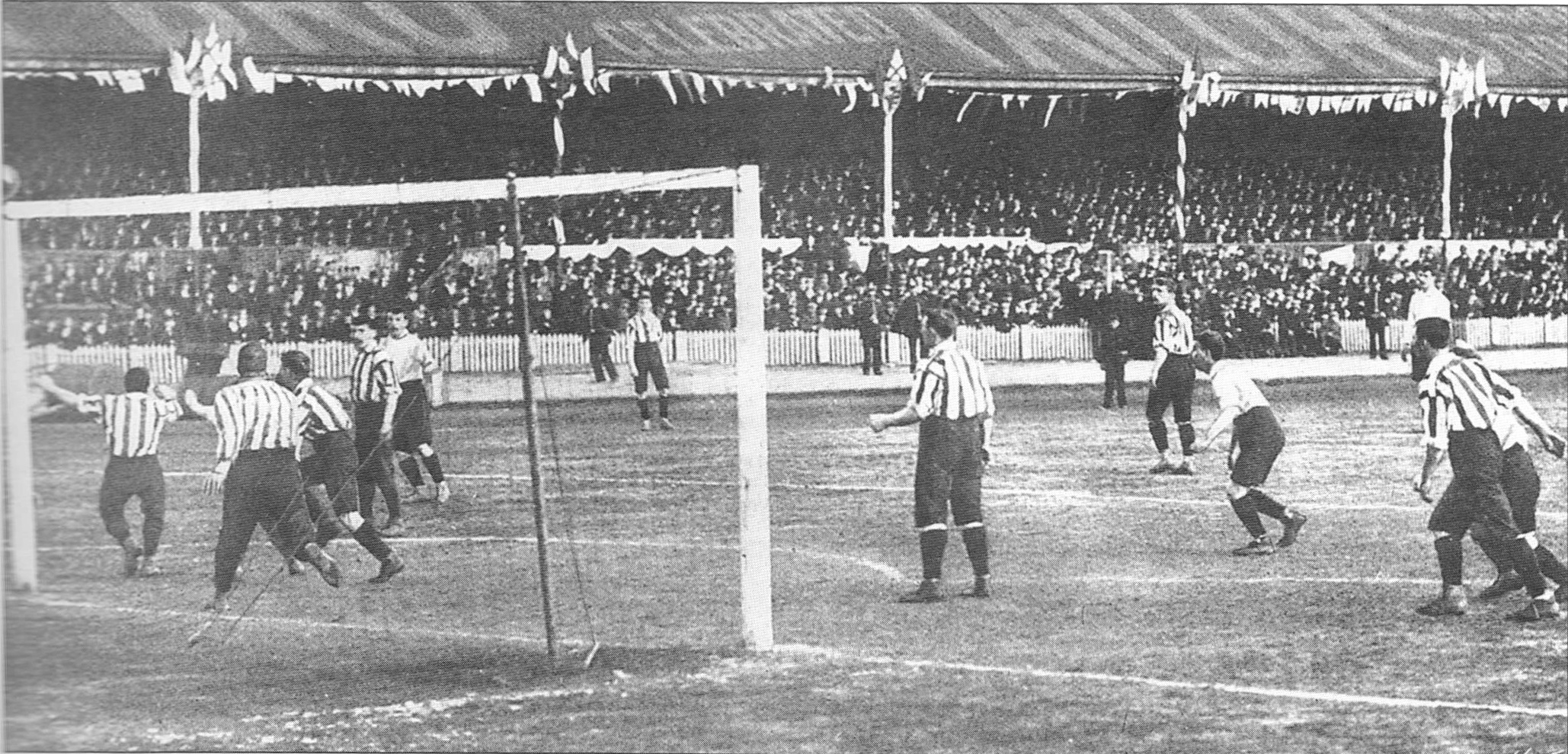
Sandy Brown ghi bàn thắng quyết định cho Tottenham Hotspur trong trận chung kết FA Cup 1900–01 trước Sheffield United.

Tottenham chính thức trở thành câu lạc bộ bóng đá chuyên nghiệp vào ngày 20 tháng 12 năm 1895, và tới mùa hè năm 1896, họ được thi đấu tại hạng Division One của Southern Football League. Ngày 2 tháng 3 năm 1898, đội bóng trở thành công ty trách nhiệm hữu hạn Tottenham Hotspur Football and Athletic Company. Không lâu sau, Frank Brettell trở thành huấn luyện viên trưởng đầu tiên của Spurs. Ông ký hợp đồng với cầu thủ chạy cánh trái John Cameron, người sau này trở thành cầu thủ kiêm huấn luyện viên sau khi Brettell rời đi chỉ 1 năm sau đó. Cameron có vai trò đặc biệt quan trọng, trực tiếp giúp đội bóng đăng quang danh hiệu đầu tiên đó là chức vô địch Southern League vào mùa giải 1899–1900. Chỉ đúng 1 năm sau, họ giành chức vô địch FA Cup mùa giải 1900–01, đánh bại Sheffield United 3-1 trong trận chung kết lượt về sau khi hòa 2-2 lượt đi. Tottenham trở thành câu lạc bộ đầu tiên dưới hạng vô địch quốc gia đạt được thành tích này kể từ khi Football League được thành lập vào năm 1888.

### Thời kỳ đầu tiên tham gia Football League (1908–1958)

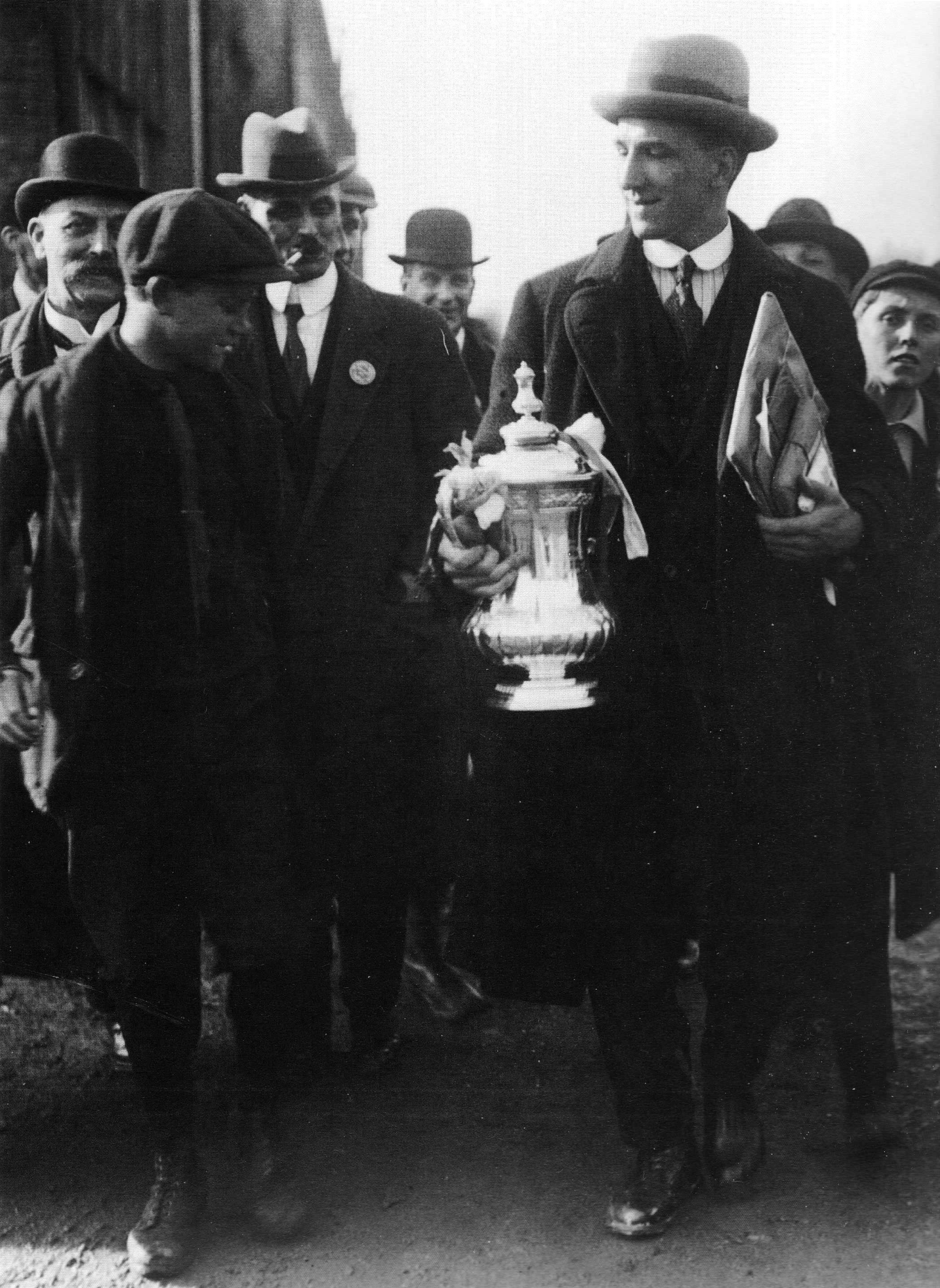
Đội trưởng Arthur Grimsdell cùng chiếc FA Cup thứ 2 năm 1921.

Năm 1908, Tottenham Hotspur được thăng lên giải hạng nhì Football League Second Division. Ở mùa giải đầu tiên 1908–09, họ kết thúc ở vị trí thứ hai và lập tức được lên giải đấu vô địch quốc gia Football League First Division. Năm 1912, Peter McWilliam trở thành huấn luyện viên trưởng đội bóng, nhưng Tottenham kết thúc mùa giải 1914–15 ở vị trí bét bảng. Họ xuống hạng Second Division sau khi Chiến tranh thế giới thứ nhất kết thúc, nhưng cũng nhanh chóng quay trở lại hạng vô địch quốc gia sau khi đăng quang mùa giải 1919–20.
Ngày 23 tháng 4 năm 1921, McWilliam dẫn dắt đội bóng vô địch FA Cup lần thứ 2 sau khi đánh bại Wolverhampton Wanderers 1-0 ở trận chung kết. Họ giành ngôi á quân quốc gia sau Liverpool ở mùa giải 1921–22, nhưng sau đó chỉ thuộc nhóm giữa bảng xếp hạng trong 5 mùa giải tiếp theo. Sau khi McWilliam chia tay câu lạc bộ, họ ngay lập tức xuống hạng mùa giải 1927–28. Trong hầu hết thập niên 1930 và 1940, Spurs ngụp lặn ở giải hạng nhì, ngoại trừ hai lần được thăng hạng vào các mùa giải 1933–34 và 1934–35.
Cựu cầu thủ của Tottenham Arthur Rowe quản lý đội vào năm 1949. Ông thiết lập nên phong cách thương hiệu của đội bóng "push and run", giúp đội bóng ngay lập tức có thành công. Họ giành ngôi quán quân giải hạng nhì mùa giải 1949–50. Ở mùa giải tiếp theo, họ lập nên kỳ tích lần đầu tiên đăng quang chức vô địch quốc gia, mùa giải 1950–51. Rowe từ chức vào năm 1955 do áp lực công việc và sức khỏe giảm sút. Tuy nhiên, trước khi chia tay, ông đã kịp mang về một trong những ngôi sao lừng lẫy nhất lịch sử câu lạc bộ đó là Danny Blanchflower, người sau này 2 lần giành giải Cầu thủ xuất sắc nhất của FWA trong màu áo Tottenham.

### Vinh quang cùng Bill Nicholson (1958–1974)

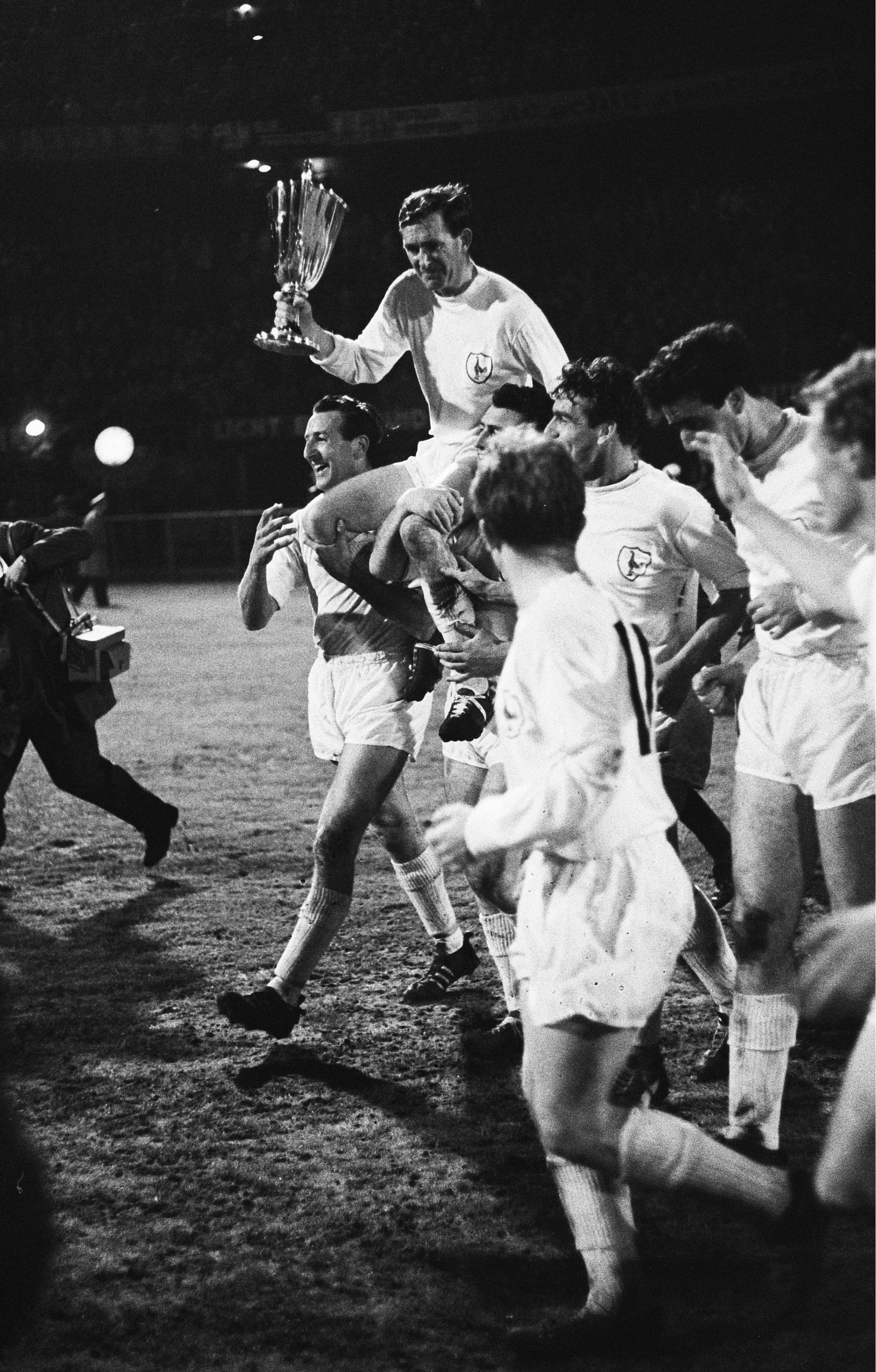
Danny Blanchflower nâng cao cúp vô địch UEFA Cup Winners' Cup 1963.

Bill Nicholson trở thành huấn luyện viên trưởng của Tottenham vào tháng 10 năm 1958. Ông trở thành huấn luyện viên thành công nhất lịch sử câu lạc bộ, khi giúp họ giành được nhiều danh hiệu lớn trong 3 mùa giải liên tiếp: cú đúp quốc nội năm 1961, FA Cup năm 1962, và UEFA Cup Winners' Cup vào năm 1963. Nicholson mang về bộ đôi Dave Mackay và John White là trụ cột cho cú đúp năm 1961, rồi Jimmy Greaves vào năm 1961, sau này trở thành một trong những chân sút vĩ đại nhất lịch sử giải vô địch bóng đá Anh.
Mùa giải 1960–61 của Spurs bắt đầu với chuỗi 11 trận thắng liên tiếp, kế tiếp là 1 trận hòa rồi chuỗi 4 trận thắng liên tiếp. Đây vẫn là kỷ lục của nền bóng đá Anh tới tận ngày nay. Họ đăng quang ngôi vô địch trước 3 vòng đấu vào ngày 17 tháng 4 sau khi đánh bại trực tiếp đội á quân Sheffield Wednesday với tỉ số 2-1 trên sân nhà. Họ hoàn tất cú đúp với chiến thắng 2-0 trước Leicester City ở trận chung kết FA Cup không lâu sau đó. Đây chính là cú đúp quốc nội đầu tiên của bóng đá Anh trong thế kỷ 20, kể từ khi Aston Villa làm được vào năm 1897. Spurs bảo vệ thành công chức vô địch FA Cup sau khi đánh bại Burnley ở trận chung kết FA Cup 1961–62.
Ngày 15 tháng 5 năm 1963, Tottenham trở thành câu lạc bộ đầu tiên của Vương quốc Anh đăng quang một chức vô địch châu lục, sau khi đè bẹp Atlético Madrid 5-1 ở trận chung kết UEFA Cup Winners' Cup. Gần 10 năm sau, họ tiếp tục trở thành câu lạc bộ đầu tiên của Anh giành 2 chức vô địch Châu Âu khác nhau, sau khi đăng quang tại mùa giải đầu tiên của UEFA Cup năm 1972 với đội hình các ngôi sao Martin Chivers, Pat Jennings và Steve Perryman. Họ còn vô địch FA Cup vào năm 1967, 2 lần vô địch Cúp Liên đoàn bóng đá Anh (1971 và 1973). Tổng cộng, Nicholson mang về 8 danh hiệu lớn cho câu lạc bộ trong 16 năm làm huấn luyện viên trưởng của Tottenham.

### Burkingshaw và Venables (1974–1992)

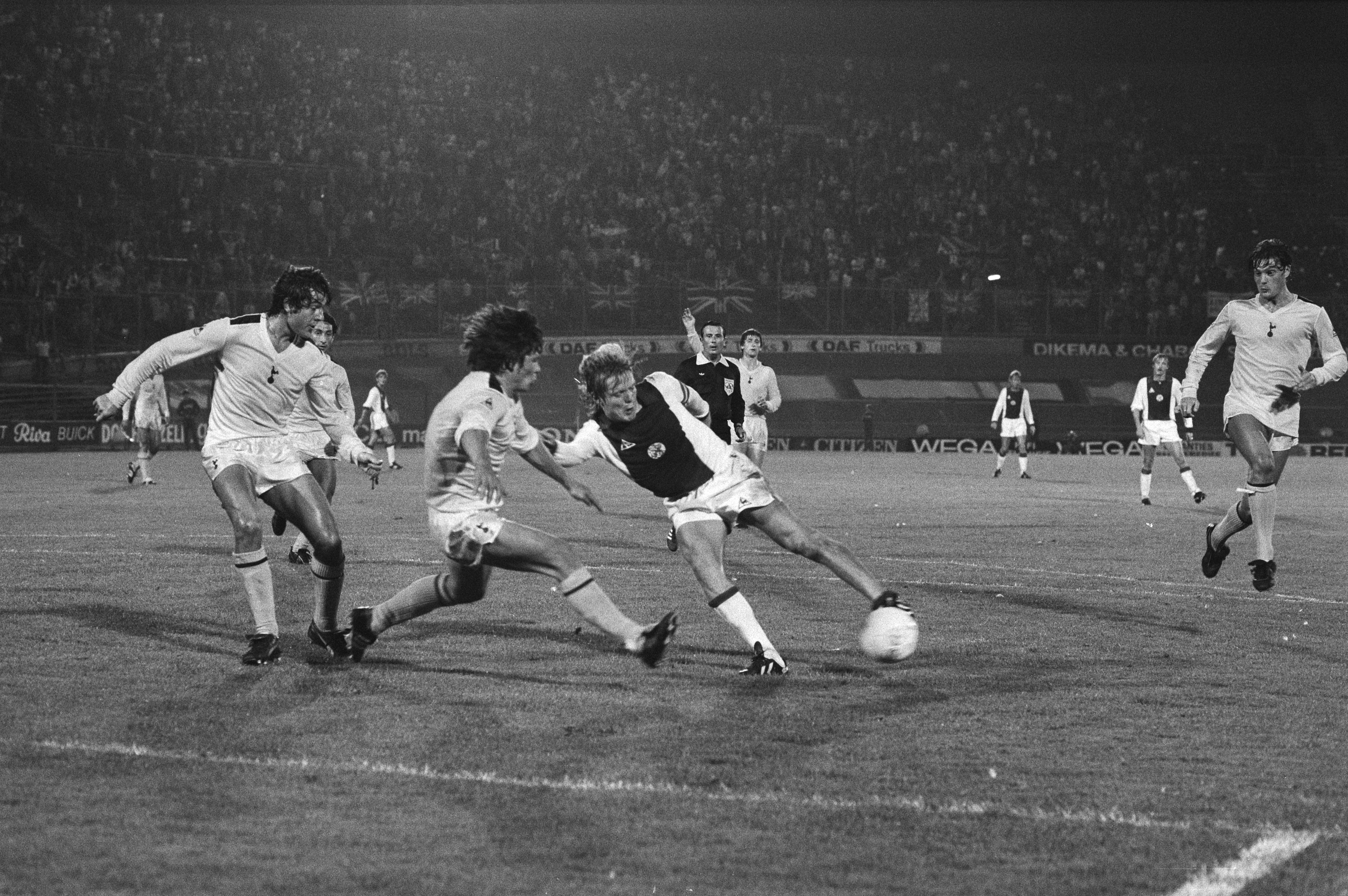
Steve Perryman, Osvaldo Ardiles và Glenn Hoddle trong trận đấu gặp Ajax năm 1981.

Spurs bắt đầu rơi vào khủng hoảng vào cuối thập niên 1970, đặc biệt sau khi Nicholson từ chức với khởi đầu tồi tệ mùa giải 1974–75. Họ xuống hạng ở mùa giải 1976–77 với Keith Burkinshaw làm huấn luyện viên trưởng. Burkingshaw lập tức gây dựng lại đội bóng với hạt nhân là ngôi sao Glenn Hoddle cùng hai hảo thủ người Argentina là Osvaldo Ardiles và Ricardo Villa – những bản hợp đồng gây bất ngờ cho nền bóng đá Anh vốn quen dùng cầu thủ nội địa. Đội hình của Tottenham dưới bàn tay của Burkingshaw đạt đỉnh vinh quang với hai chức vô địch FA Cup liên tiếp các năm 1981 và 1982, nối tiếp là chức vô địch UEFA Cup 1984.
Thập niên 1980 đánh dấu nhiều xáo trộn trong hoạt động của đội bóng, với việc nâng cấp toàn diện White Hart Lane và thay đổi ban lãnh đạo đội bóng. Irving Scholar trở thành chủ tịch và chuyển hướng hoạt động của Spurs sang thương mại, đánh dấu thời kỳ doanh nghiệp hóa các câu lạc bộ tại Anh. Khoản nợ lớn buộc đội bóng phải đổi chủ, và Terry Venables cùng doanh nhân Alan Sugar tiếp quản công ty trách nhiệm hữu hạn đại chúng Tottenham Hotspur vào tháng 7 năm 1991. Venables làm huấn luyện viên trưởng đội bóng vào năm 1987 và chiêu mộ hai ngôi sao lớn nhất của bóng đá Anh vào thời điểm đó là Paul Gascoigne và Gary Lineker. Họ vô địch FA Cup vào năm 1991, trở thành câu lạc bộ đầu tiên 8 lần đăng quang giải đấu này.

### Thời kỳ Ngoại hạng Anh (1992–nay)

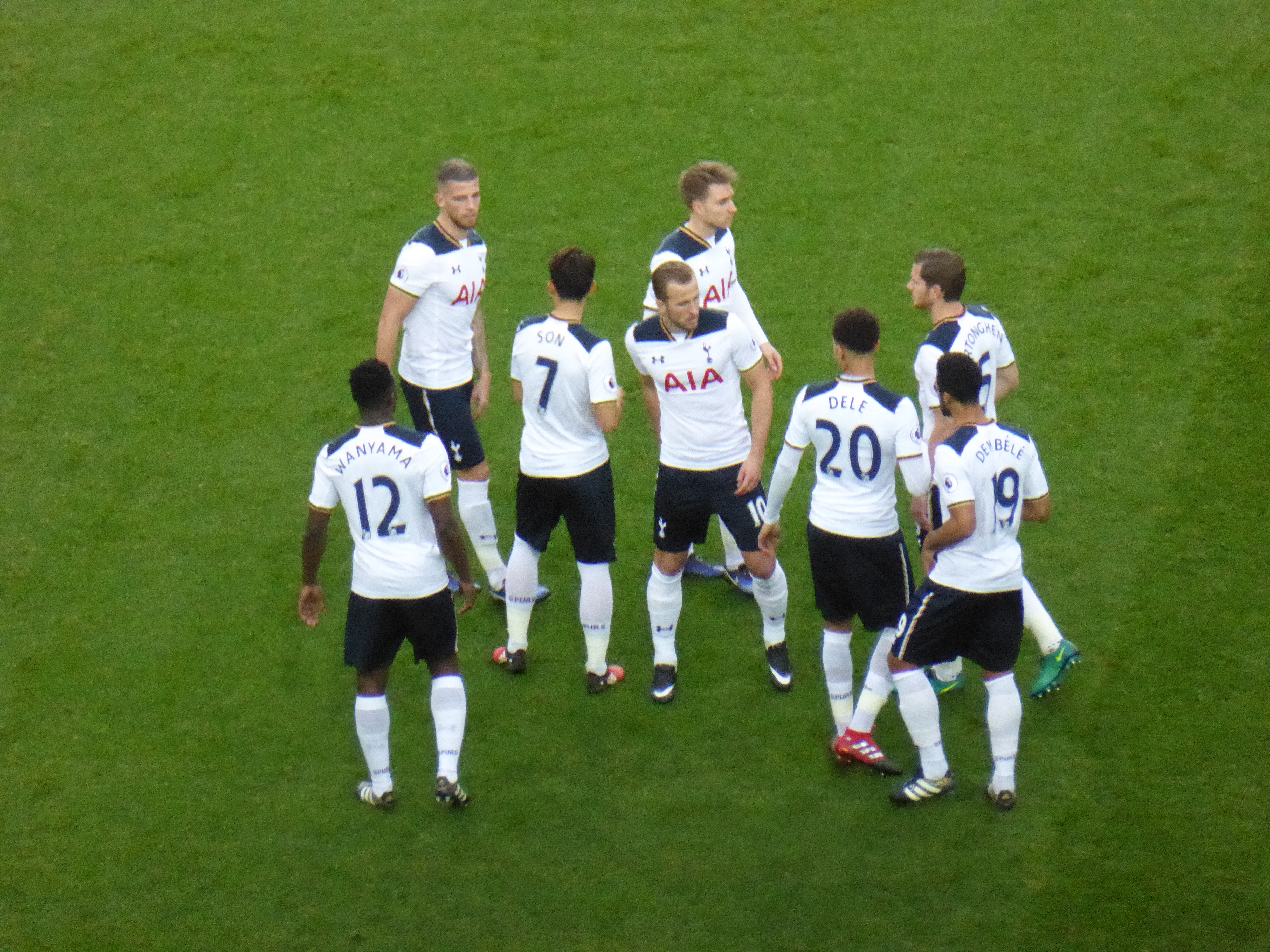
Các cầu thủ Tottenham Hotspur thi đấu trong khuôn khổ Giải bóng đá Ngoại hạng Anh, tháng 12 năm 2016.

Tottenham là một trong năm câu lạc bộ có công khai sinh ra Giải bóng đá Ngoại hạng Anh với sự đồng ý từ Hiệp hội bóng đá Anh, nhằm thay thế Football League First Division để trở thành giải đấu bóng đá cấp cao nhất Xứ sương mù. Cho dù thay đổi nhiều huấn luyện viên tài năng cũng như sở hữu nhiều cầu thủ nổi tiếng thế giới như Teddy Sheringham, Jürgen Klinsmann, Sol Campbell hay David Ginola, cho tới tận cuối thập niên 2000, họ vẫn chỉ luôn kết thúc mùa bóng ở vị trí giữa bảng xếp hạng với vài danh hiệu nhỏ. Họ cùng huấn luyện viên George Graham vô địch Cúp Liên đoàn vào năm 1999, và một lần nữa vô địch Cúp Liên đoàn cùng huấn luyện viên Juande Ramos vào năm 2008. Kết quả của họ có chút cải thiện dưới bàn tay của huấn luyện viên Harry Redknapp với những siêu sao như Gareth Bale hay Luka Modrić, và trong những năm đầu thập niên 2010, họ thường xuyên nằm trong top 5 Ngoại hạng Anh.
Tháng 2 năm 2001, Alan Sugar bán số cổ phần của mình cho tập đoàn ENIC của Joe Lewis và Daniel Levy. Bộ đôi nắm giữ hơn 85% cổ phần với Lewy trở thành người trực tiếp điều hành đội bóng. Cựu danh thủ và huấn luyện viên của Southampton Mauricio Pochettino được bổ nhiệm làm huấn luyện viên trưởng vào tháng 5 năm 2014. Họ kết thúc mùa giải 2016–17 ở vị trí á quân – vị trí cao nhất kể từ mùa giải 1962–63. Với nhiều ngôi sao lớn như Harry Kane, Hugo Lloris, Jan Vertonghen, Son Heung Min và Christian Eriksen, lần đầu tiên họ giành quyền chơi trận chung kết UEFA Champions League sau khi đánh bại Ajax ở trận bán kết mùa giải 2018–19. Tuy nhiên, Spurs thất bại 0-2 trước đội bóng đồng hương Liverpool ở trận chung kết trên sân vận động Wanda Metropolitano ở thành phố Madrid.
Ngày 20 tháng 11 năm 2019, Pochettino bị sa thải sau chuỗi trận kém cỏi cùng Tottenham. Chỉ 11 giờ sau, câu lạc bộ bổ nhiệm José Mourinho là huấn luyện viên mới. Tuy nhiên, triều đại của Mourinho chỉ kéo dài 17 tháng nhờ chuỗi thành tích nghèo nàn. Thành tích tốt nhất mà Mourinho làm được trong thời gian này chỉ là trận đại thắng 6 - 1 với Manchester United F.C. Ông bị sa thải vào tháng 4 năm 2021 và huấn luyện viên đội trẻ Ryan Mason tiếp quản cho tới hết mùa giải. Ngày 30 tháng 6, Nuno Espírito Santo được chọn làm huấn luyện viên mới của Tottenham, tuy nhiên ông cũng chỉ trụ lại được 4 tháng trước khi bị thay thế bởi Antonio Conte.

## Sân vận động

### Thời kỳ đầu
Khi mới thành lập, những cầu thủ của Tottenham thường chơi bóng tại khu đất Tottenham Marshes cuối đường Park Lane. Họ tự kẻ vạch vôi và dựng gôn. Đôi lúc xảy ra tranh chấp với những đội bóng khác trong việc sử dụng khu đất công cộng này. Trận đấu đầu tiên được nhắc tới tại Tottenham Marshes này là vào ngày 6 tháng 10 năm 1883 khi Spurs thắng đội Brownlow Rovers với tỉ số 9-0. Cũng tại địa điểm này vào năm 1887, lần đầu tiên họ thi đấu với đối thủ lớn nhất trong tương lai, câu lạc bộ Arsenal (khi đó có tên Royal Arsenal). Trận đấu kết thúc sớm khi tỉ số đang là 2-1 nghiêng về phía Tottenham khi điều kiện ánh sáng không còn đảm bảo do các cầu thủ Arsenal trước đó đã tới muộn.
Do chơi tại khu đất công cộng nên câu lạc bộ không phải trả bất cứ khoản phí nào. Tuy nhiên, khi số lượng người hâm mộ đã lên tới hàng ngàn người, khu đất này trở nên quá tải. Năm 1888, Tottenham thuê khu đất Asplins Farm, Northumberland Park với giá 17 bảng/năm. Mỗi khán giả phải trả 3 pence/trận bình thường và 6 pence/trận đấu cúp. Trận đấu đầu tiên trên sân đấu này diễn ra vào ngày 13 tháng 10 năm 1888 với giá đặc biệt 17 shilling. Khán đài chỉ có 100 chỗ đứng, và khu thay đồ được xây với giá 60 bảng vào mùa giải 1894–95. Tuy nhiên, khu khán đài đã buộc phải xây lại không lâu sau đó do chất lượng kém.
Tháng 4 năm 1898, hơn 14.000 người đã tới xem trận đấu giữa Spurs và Woolwich Arsenal. Khán giả đã trèo qua khu rào chắn để tiến sát hơn khu khán đài nhằm theo dõi trận đấu dễ dàng hơn. Khán đài đã đổ sập khiến nhiều người bị thương. Nhận thấy Northumberland Park không còn phù hợp để phục vụ số lượng người hâm mộ ngày một tăng, ban lãnh đạo đội bóng quyết định rời tới White Hart Lane vào năm 1899.

### White Hart Lane

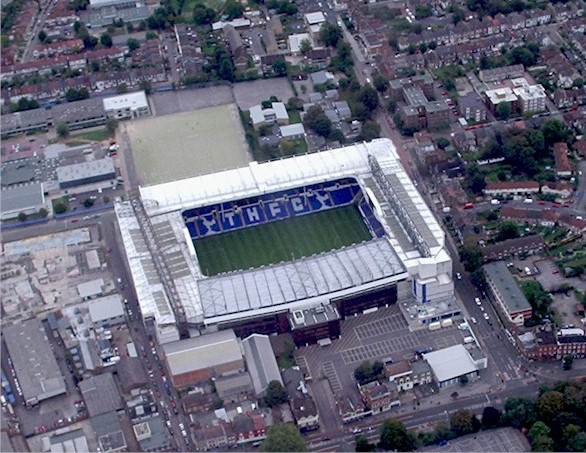
White Hart Lane từ trên cao.

Sân vận động này được xây bởi công ty bia Charringtons, nằm phía sau quán pub có tên White Hart trên đường Tottenham. Toàn bộ khu khán đài từ công viên Northumberland được chuyển về đây, đáp ứng nhu cầu của khoảng 2.500 khán giả. Notts County là câu lạc bộ đầu tiên thi đấu trên sân White Hart Lane trong khuôn khổ một trận đấu giao hữu trước sự chứng kiến của 5.000 khán giả với tổng số tiền vé thu về là 115 bảng. Spurs giành chiến thắng 4-1. Trận đấu chính thức đầu tiên của câu lạc bộ là với Queens Park Rangers, và Tottenham thắng 1-0. Năm 1905, Tottenham quyên góp đủ tiền để mua lại quyền sở hữu miếng đất và cả phần cuối đường Paxton.
Sau khi được thăng hạng chuyên nghiệp, Archibald Leitch lên kế hoạch xây mới sân vận động nhằm đảm bảo khả năng hữu dụng trong vòng hơn 25 năm. Khán đài Tây được hoàn thiện vào năm 1909, còn khán đài Đông 2 năm sau đó. Toàn bộ tiền thưởng chức vô địch FA Cup năm 1921 được họ đầu tư xây dựng phía đường Paxton và cuối đường Park Lane với tổng giá trị khoảng 3.000 bảng. Sân vận động mới có sức chứa lên tới 58.000 người, trong đó khu vực có mái che phủ được hơn 40.000 người. Sau khi khu phía Đông được hoàn tất vào năm 1934 (phía Đại lộ Worcester) với tổng tiền đầu tư lên tới 60.000, sức chứa sân đã đạt gần 80.000 người.
Trong những năm 1980, White Hart Lane tiếp tục những đợt cải tạo lớn. Khán đài Đông được nâng cấp vào năm 1982, còn khán đài Tây vào năm 1988. Năm 1992, sau khi Taylor Report yêu cầu loại bỏ những khán đài đứng tại các sân vận động chuyên nghiệp trên toàn nước Anh, Tottenham lập tức lắp đặt ghế ngồi, và ngay mùa giải tiếp theo khán đài phía Bắc đã phủ kín ghế. Khán đài phía Nam hoàn tất vào tháng 3 năm 1995 với việc lắp thêm màn hình Sony Jumbotron. Tới mùa giải 1997–98, khán đài phía đường Paxton cũng được trang bị màn hình Jumbotron. Những nâng cấp nhỏ được thực hiện cho tới tận năm 2006, giúp sân vận động có tổng cộng 36.310 chỗ ngồi.
Sang thiên niên kỷ mới, sức chứa của White Hart Lane kém xa hầu hết các sân vận động khác tại Giải bóng đá Ngoại hạng Anh. Rất nhiều dự án nâng cấp sân vận động được đề cập, trong đó có việc xây mới hoàn toàn, hoặc rời sang sử dụng ngay lập tức Sân vận động Olympic ở Stratford. Ban lãnh đạo câu lạc bộ đồng ý với dự án Northumberland Development Project khi xây dựng sân vận động mới trực tiếp trên nền đất cũ. Năm 2016, khu phía Đông-Bắc của White Hart Lane bị dỡ bỏ để bắt đầu giai đoạn đầu tiên của dự án. Việc này giảm đáng kể sức chứa của sân xuống dưới mức cho phép của UEFA, buộc họ phải thi đấu UEFA Champions League 2016–17 trên Sân vận động Wembley. Spurs tiếp tục chơi toàn bộ mùa giải 2016–17 tại White Hart Lane, và sân bóng ngay lập tức bị đập bỏ sau vòng đấu cuối cùng của mùa giải. Tới cuối tháng 7 năm 2017, toàn bộ sân White Hart Lane cũ đã không còn tồn tại.

### Sân vận động Tottenham Hotspur

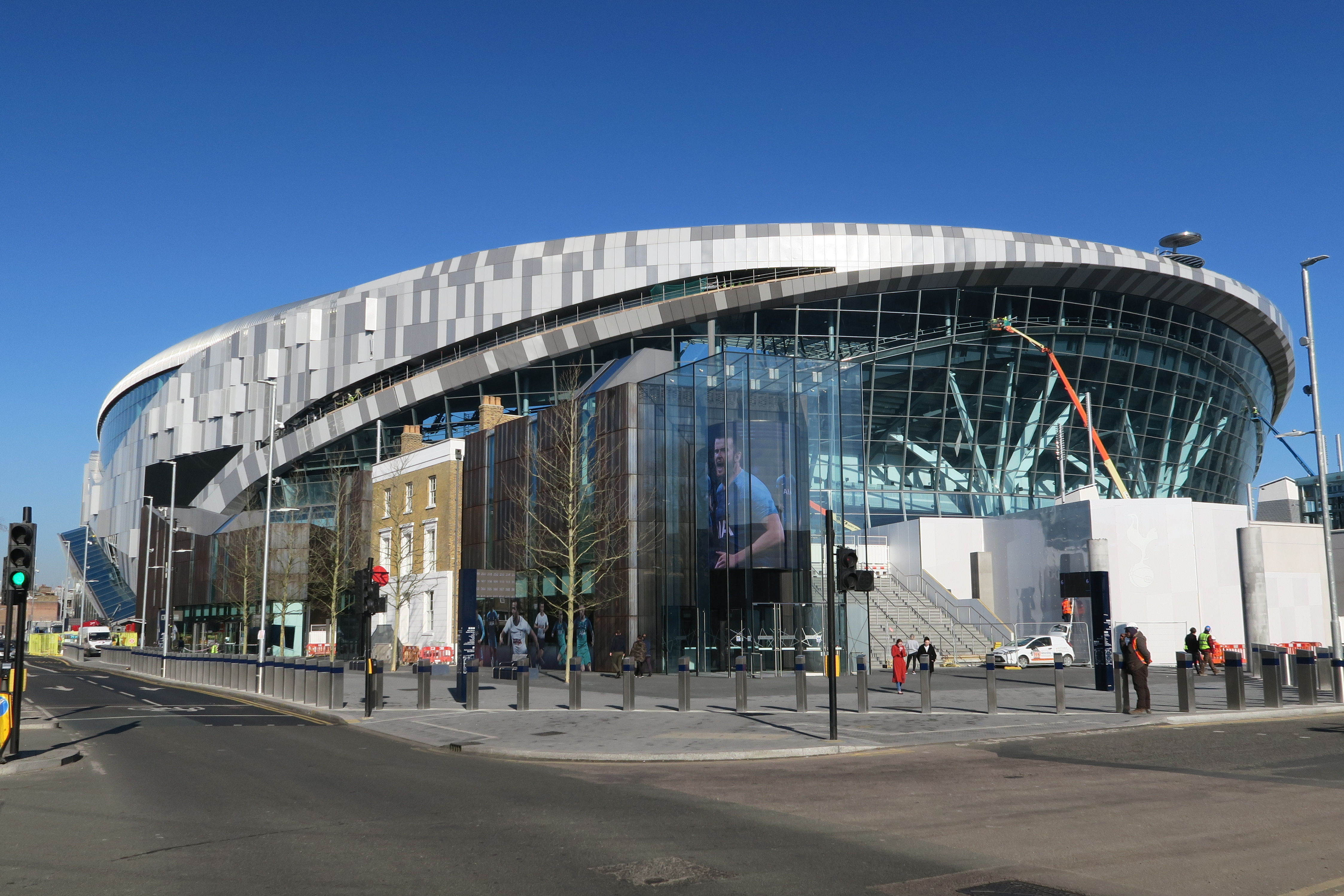
Sân vận động Tottenham Hotspur.

Tháng 10 năm 2008, câu lạc bộ công bố dự án xây sân vận động mới bắt đầu từ phía Bắc của White Hart Lane. Khu khán đài Nam của sân vận động mới sẽ nằm trên khu khán đài phía Bắc của sân bóng cũ. Dự án này mang tên Northumberland Development Project. Ban lãnh đạo dự định khởi công dự án vào tháng 10 năm 2009 nhưng vấp phải sự phản đối mạnh mẽ từ nhiều phía. Họ buộc cho hoãn dự án nhằm nghiên cứu lại, và cuối cùng, bản điều chỉnh được Hội đồng khu Haringey thông qua vào tháng 9 năm 2010 và dự án Northumberland Development Project chính thức được ký duyệt vào ngày 20 tháng 9 năm 2011.
Dự án bị đình trệ nhiều năm do trục trặc trong quá trình đền bù giải phóng mặt bằng khu phía Bắc, cũng như những vấn đề về thủ tục pháp lý liên quan. Tới đầu năm 2015, bản thiết kế mới được trình lên Hội đồng khu Haringey và được thông qua vào ngày 17 tháng 12 cùng năm. Việc xây dựng được bắt đầu vào năm 2016, và sân vận động mới dự kiến sẽ phục vụ đội bóng vào giữa mùa giải 2018–19. Trong thời gian xây dựng, Spurs chơi toàn bộ mùa giải 2016–17 và hầu hết mùa giải 2018–19 trên Sân vận động Wembley. Sau hai lần tổng kiểm tra thành công, họ chính thức chuyển về Sân vận động Tottenham Hotspur vào ngày 3 tháng 4 năm 2019, với chiến thắng 2-0 trước Crystal Palace. Không có bất cứ ràng buộc tài trợ nào liên quan tới việc đặt tên sân vận động mới này.

### Sân tập

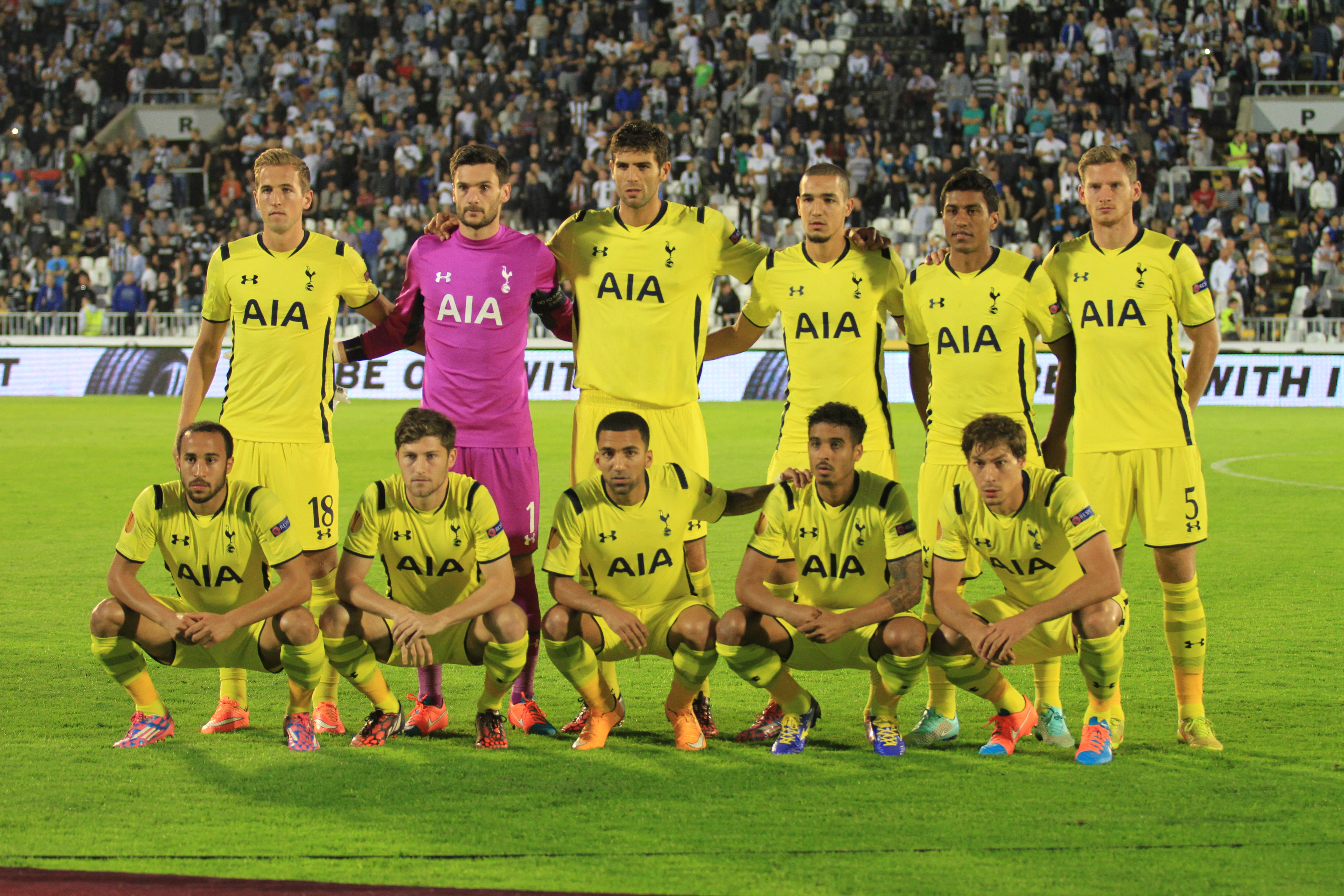
Tottenham Hotspur tham gia giải Europa League 2014–15.

Sân tập đầu tiên của Tottenham nằm tại cuối đường Brookfield, Cheshunt, Hertfordshire. Sau đó, họ mua lại sân tập rộng 11 mẫu Anh của đội bóng Cheshunt F.C. vào năm 1952 với giá 35.000 bảng. Sân tập này bao gồm 3 sân cỏ, trong đó có một sân bóng nhỏ có khán đài dành cho các đội trẻ thi đấu. Câu lạc bộ sau đó bán khu đất này với giá hơn 4 triệu bảng, và họ chuyển sang trung tâm Spurs Lodge, đường Luxborough, Chigwell, Essex vào tháng 9 năm 1996, do Tony Blair trực tiếp cắt băng khánh thành. Khu sân tập này cùng trung tâm báo chí Chigwell vẫn được câu lạc bộ sử dụng cho tới tận năm 2014.
Năm 2007, Tottenham mua khu đất tại Bulls Cross, thuộc Enfield, chỉ cách khu Cheshunt cũ vài dặm. Khu sân tập mới được xây dựng với tổng vốn lên tới 12 triệu bảng, và khánh thành vào năm 2012. Toàn bộ khu hỗn hợp thể thao này rộng tới 77 mẫu Anh bao gồm 15 sân cỏ, bên cạnh một vài sân cỏ nhân tạo. Khu tổ hợp chính còn có khu thủy trị liệu, bể bơi, phòng tập chức năng, trung tâm y tế, khu vực ăn nghỉ cho các cầu thủ cùng các lớp đào tạo văn hóa cho các cầu thủ nhí. Năm 2018, khu 45 phòng nghỉ cho các cầu thủ bao gồm đầy đủ các dịch vụ, trị liệu, nghỉ ngơi và hồi sức được xây dựng tại Myddleton Farm ngay kế bên. Khu hỗn hợp thể thao này chủ yếu được dành cho đội bóng đầu tiên của Tottenham và các học viên trẻ, tuy nhiên đôi lúc cũng phục vụ các đội tuyển quốc gia, tiêu biểu là Đội tuyển bóng đá quốc gia Brasil trong giai đoạn chuẩn bị cho Giải vô địch bóng đá thế giới 2018.

## Biểu tượng

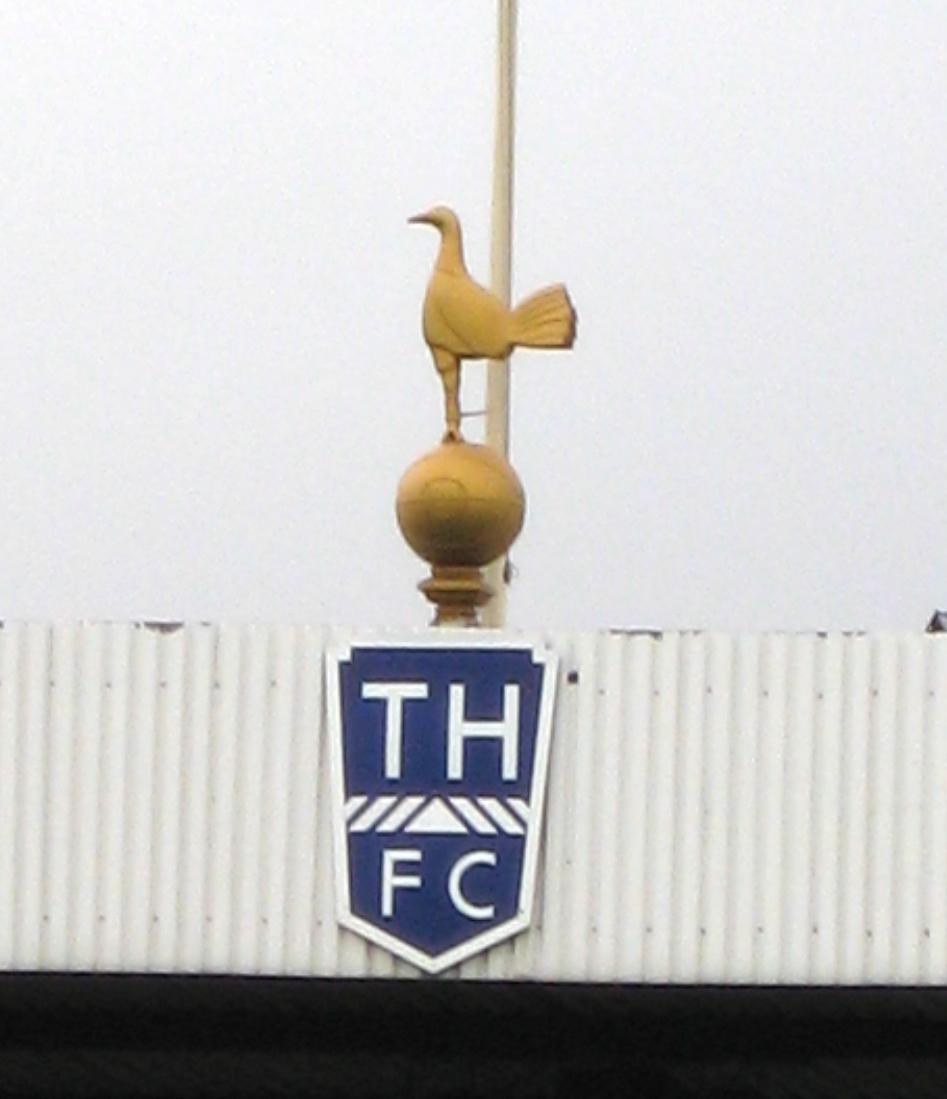
Kể từ năm 1909, Tottenham luôn để trước sân vận động bức tượng đồng biểu tượng được làm bởi một cựu cầu thủ của câu lạc bộ.

Hình biểu tượng chú gà chọi đi liền với Tottenham kể từ sau trận chung kết FA Cup năm 1921. Ngài Harry Hotspur, người được đội bóng đặt tên theo, từng kể lại rằng ông thường dùng đinh thúc để khiến ngựa chiến của mình đi nhanh hơn, và chỉ có móng của gà chọi là phù hợp nhất để làm đinh thúc. Ban đầu, câu lạc bộ chọn hình chiếc đinh thúc để làm biểu tượng nhưng tới năm 1900, họ bắt đầu sử dụng hình chú gà chọi. Cựu cầu thủ William James Scott tự tay đúc một bức tượng đồng hình chú gà trống đứng trên quả bóng với giá 35 bảng, cao gần 3 m, và được đội bóng đặt trang trọng ở lối vào khán đài phía Tây của White Hart Lane kể từ mùa giải 1909–10. Kể từ đó tới nay, hình ảnh này đã trở thành biểu tượng của Tottenham.
Trong giai đoạn 1956 tới 2006, biểu tượng của câu lạc bộ là một tấm khiên với hình lâu đài Bruce cách sân vận động 400 dặm và cây cối trong khu Seven Sisters ở Luân Đôn. Dải băng-rôn phía dưới là khẩu hiệu tiếng Latinh Audere Est Facere (Dám nghĩ dám làm).
Năm 1983, để tránh những phiền toái liên quan tới bản quyền kinh doanh, biểu tượng tấm khiên đã bị thay thế bằng một biểu tượng mới. Họ chỉ giữ lại hình 2 chú sư tử đỏ (được lấy từ huy hiệu gia đình Northumberland xuất thân của Ngài Hotspur), trong khi câu khẩu hiệu được trải rộng hơn. Hình biểu tượng cũ còn được sử dụng trên trang phục của đội bóng trong 3 mùa giải từ 1996 tới 1999.
Năm 2006, nhằm hiện đại hóa và đơn giản hóa hình ảnh câu lạc bộ, toàn bộ biểu tượng được thiết kế lại hướng chuyên nghiệp hơn. Hình ảnh logo là chú gà trống được cách điệu gọn gàng và đứng trên một quả bóng đá cũ từ thời xa xưa. Hình biểu tượng này có tên đầy đủ của Tottenham Hotspur ở phía dưới, tuy nhiên bị lược bỏ chỉ còn logo trong trang phục thi đấu và sản phẩm thương mại. Tháng 11 năm 2013, họ đã buộc một câu lạc bộ hạng dưới là Fleet Spurs phải thay đổi biểu tượng của đội bóng do sử dụng hình ảnh "quá tương đồng".

## Trang phục
Trang phục thi đấu đầu tiên của Tottenham được biết tới là vào năm 1883 với bộ đồng phục màu xanh tím than, chữ H trên tấm khiên nằm phía ngực trái và quần trắng. Sau khi chứng kiến câu lạc bộ Blackburn Rovers đăng quang FA Cup năm 1884, họ quyết định mặc bộ trang phục "chia 4 ô" tương đồng suốt trong mùa giải tiếp theo. Họ chuyển về màu áo xanh tím than truyền thống vào mùa giải 1889–90 sau khi chuyển tới sân Northumberland Park. Trang phục của họ trở thành áo đỏ quần xanh vào năm 1890, khiến họ mang biệt danh "Tottenham đỏ". Năm 1895, họ chính thức trở thành đội bóng chuyên nghiệp với trang phục màu chocolate sọc vàng.
Mùa giải cuối cùng tại Northumberland Park 1898–99, họ quyết định đổi về áo trắng quần xanh, khá giống với câu lạc bộ Preston North End. Kể từ đó, áo trắng với quần tím than là bộ trang phục truyền thống của Spurs, và họ được người hâm mộ goi là "The Lilywhites" (Hoa loa kèn). Năm 1921 sau khi giành chức vô địch FA Cup, hình biểu tượng chú gà chọi chính thức được in lên áo của các cầu thủ. Số áo được in lên lưng cầu thủ bắt đầu từ năm 1939. Năm 1991, họ lần đầu giới thiệu trang phục thi đấu với quần dài quá gối – một hình thức cách tân đối với trang phục đương thời.
Trong thời kỳ đầu của câu lạc bộ, trang phục của họ được thiết kế bởi các nhà may địa phương. Nhà cung cấp trang phục đầu tiên của Tottenham là HR Brookes nằm trên đường Seven Sisters. Trong thập niên 1920, hãng Bukta là nhà cung cấp trang phục cho đọi bóng. Cho dù Umbro là nhà sản xuất trang phục chính cho câu lạc bộ kể từ năm 1959, nhưng thực sự hợp đồng với hãng Admiral mới giúp doanh thu áo thi đấu của Spurs cải thiện đáng kể. Admiral thay thế toàn bộ màu trắng trơn với sọc mờ bằng những đường may hiện đại, bổ sung thêm logo của họ, làm tay áo dài và may chìm những đường cắt. Le Coq Sportif thay thế Admiral vào mùa hè năm 1980. Năm 1985, đội bóng ký hợp đồng cung cấp trang phục với hãng Hummel, tuy nhiên việc mở rộng doanh thu thất bại hoàn toàn, và họ quay về với Umbro vào năm 1991. Sau đó lần lượt là các hãng Pony (1995), Adidas (1999), Kappa (2002) trước khi câu lạc bộ ký hợp đồng 5 năm với Puma vào năm 2006. Năm 2011, Under Armour công bố cung cấp trang phục cho Tottenham trong 5 mùa bóng tính từ mùa giải 2012–13. Trang phục mới này có tích hợp hệ thống đo nhịp tim và nhiệt độ của từng cầu thủ, sau đó được gửi trực tiếp vào sinh trắc quan của ban huấn luyện. Tháng 7 năm 2017, Nike trở thành nhà cung cấp áo thi đấu của Spurs. Bộ trang phục mới được ra mắt ngày 30 tháng 6 có hình biểu tượng hình tấm khiên, nhằm kỷ niệm mùa giải 1960–61 thành công khi Tottenham là câu lạc bộ đầu tiên của Anh giành được cú đúp quốc nội. Tháng 10 năm 2018, Nike ký vào bản hợp đồng có giá trị 15 năm, cung cấp áo đấu cho câu lạc bộ tới năm 2033 với giá trị 30 triệu bảng/năm.
Quảng cáo trên áo đấu lần đầu xuất hiện trên bộ trang phục của đội bóng hạng dưới là Kettering Town vào năm 1976 cho dù trước đó bị cấm bởi Hiệp hội bóng đá Anh. Hiệp hội gỡ bỏ lệnh cấm không lâu sau đó, và quảng cáo đã xuất hiện rộng rãi trên trang phục các đội bóng kể từ năm 1979, và đặc biệt từ khi bóng đá được chiếu trên truyền hình vào năm 1983. Tháng 12 năm 1983, Tottenham Hotspur được đưa lên sàn chứng khoán London, và Holsten trở thành nhà tài trợ đầu tiên trong lịch sử câu lạc bộ. Thomson Holidays là nhà tài trợ áo từ năm 2002, song nhiều cổ động viên không hài lòng do logo công ty này có màu giống với đối thủ truyền thống, Arsenal. Năm 2006, Spurs ký hợp đồng trị giá 34 triệu bảng với trang web cá độ trực tuyến Mansion.com. Tháng 7 năm 2010, họ giới thiệu nhà tài trợ mới Autonomy với giá 20 triệu bảng. Chỉ một tháng sau, họ công bố thêm hợp đồng tài trợ với ngân hàng đầu tư Investec Bank trong vòng 2 năm với giá 5 triệu bảng. Kể từ năm 2014 tới nay, hãng bảo hiểm AIA tài trợ áo đấu cho câu lạc bộ với giá khởi điểm hơn 16 triệu bảng/năm, tăng lên thành 40 triệu bảng/năm kể từ năm 2019 và kéo dài tới tận năm 2027.
| 1883–84 | 1884–86 | 1889–90 | 1890–96 | 1896–98 |

### Nhà tài trợ áo đấu
| Giai đoạn | Nhà cung cấp trang phục | Nhà tài trợ áo đấu (ngực)  | Nhà tài trợ áo đấu (tay áo) |
| --------- | ----------------------- | -------------------------- | --------------------------- |
| 1907–1911 | HR Brookes              | Không có                   | Không có                    |
| 1921–1930 | Bukta                   | Không có                   | Không có                    |
| 1935–1977 | Umbro                   | Không có                   | Không có                    |
| 1977–1980 | Admiral                 | Không có                   | Không có                    |
| 1980–1983 | Le Coq Sportif          | Không có                   | Không có                    |
| 1983–1985 | Le Coq Sportif          | Holsten                    | Không có                    |
| 1985–1991 | Hummel                  | Holsten                    | Không có                    |
| 1991–1995 | Umbro                   | Holsten                    | Không có                    |
| 1995–1999 | Pony                    | Hewlett-Packard            | Không có                    |
| 1999–2002 | Adidas                  | Holsten                    | Không có                    |
| 2002–2006 | Kappa                   | Thomson Holidays           | Không có                    |
| 2006–2010 | Puma                    | Mansion.com Casino & Poker | Không có                    |
| 2010–2011 | Puma                    | Autonomy Corporation       | Không có                    |
| 2011–2012 | Puma                    | Aurasma                    | Không có                    |
| 2012–2013 | Under Armour            | Aurasma                    | Không có                    |
| 2013–2014 | Under Armour            | HP                         | Không có                    |
| 2014–2017 | Under Armour            | AIA                        | Không có                    |
| 2017–2021 | Nike                    | AIA                        | Không có                    |
| 2021–2024 | Nike                    | AIA                        | Cinch                       |
| 2024–     | Nike                    | AIA                        | Kraken                      |

1. 1 2  Only appeared in the Premier League. Investec Bank appeared in the Champions League, FA Cup, League Cup and Europa League.[133][138]
2. ↑  Aurasma is a subsidiary of the Autonomy Corporation.
3. ↑  Hewlett-Packard is the parent company of the Autonomy Corporation and only appeared in the Premier League. AIA appeared in the FA Cup, League Cup and Europa League.[140]

## Chủ sở hữu
Tottenham Hotspur F.C. trở thành công ty trách nhiệm hữu hạn Tottenham Hotspur Football and Athletic Company Ltd. ngày 2 tháng 3 năm 1898 nhằm gia tăng ngân sách hoạt động và ràng buộc trách nhiệm đối với các thành viên quản trị. 8.000 cổ phiếu được phát hành với giá 1 bảng, nhưng chỉ có 1.588 cổ phiếu là bán được trong năm đầu tiên. Công ty bán thêm được 4.598 cổ phiếu tính tới năm 1905. Một vài đại gia đình nắm giữ cổ phần lớn, trong đó có một gia đình người Xứ Wales ủng hộ đội bóng từ những năm 1930, ngoài ra còn có gia đình Richardson và gia đình Bearman. Thành viên của các gia đình này lần lượt giữ chức chủ tịch Tottenham Hotspur F.C. giai đoạn từ 1943 tới 1984 sau khi vị chủ tịch từ năm 1898 Charles Robert qua đời.
Trong những năm đầu thập niên 1980, chi phí gia tăng để nâng cấp khán đài Tây của sân vận động cùng những chi tiêu sai lầm trong tuyển mộ cầu thủ khiến câu lạc bộ rơi vào cảnh nợ nần. Tháng 11 năm 1982, một cổ động viên có tên Irving Scholar mua lại 25% cổ phần với giá 600.000 bảng và cùng Paul Bobroff nắm giữ quyền điều hành đội bóng. Nhằm huy động vốn, Scholar buộc phải biến Tottenham Hotspur thành công ty trách nhiệm hữu hạn đại chúng với việc niêm yết câu lạc bộ lên Sở giao dịch chứng khoán Luân Đôn vào năm 1983, trở thành câu lạc bộ đầu tiên của châu Âu có tên trên sàn chứng khoán và cũng là câu lạc bộ đầu tiên của phát hành cổ phiếu công khai. Cổ động viên mà mọi tổ chức đều có thể tự do mua bán cổ phiếu đội bóng, đặc biệt với quyết định của tòa án vào năm 1935 (Berry and Stewart v Tottenham Hotspur FC Ltd) cho phép ban giám đốc của công ty có quyền từ chối việc giao dịch cổ phiếu của cổ đông bất kỳ cho một người khác. Việc niêm yết đem lại hiệu quả tích cực, và 3,8 triệu cổ phiếu đã nhanh chóng được bán ra. Tuy nhiên, mô hình này không bền vững và dẫn tới nhiều khó khăn tài chính khác, và tới tháng 6 năm 1991, cựu cầu thủ và huấn luyện viên của Spurs là Terry Venables cùng doanh nhân Alan Sugar quyết định đầu tư 3,25 triệu bảng cho câu lạc bộ. Sugar sau đó nâng khoản đầu tư của mình lên 8 triệu bảng vào tháng 12, trở thành cổ đông lớn nhất và điều hành đội bóng. Tháng 5 năm 1993, Venables bị loại khỏi hội đồng quản trị. Năm 2000, Sugar rao bán câu lạc bộ, và tới tháng 2 năm 2001, ông đã bán hầu hết cổ phiếu của mình cho tập đoàn ENIC.
Trong khoảng 10 năm từ 2001 tới 2011, cổ phiếu của Tottenham Hotspur F.C. được niêm yết trên sàn AIM. Tỉ phú người Anh Joe Lewis là người sáng lập của ENIC. Daniel Levy, đồng nghiệp của Lewis tại ENIC, là người điều hành câu lạc bộ. Ban đầu, họ chỉ sở hữu 29.9% cổ phần sau khi trả giá 22 triệu bảng cho 25% số cổ phiếu của Sugar vào năm 1991. Cổ phần của ENIC tăng dần theo thời gian, và họ quyết định mua nốt 12% cổ phiếu còn lại của Sugar với giá 25 triệu bảng vào năm 2007, và 9,9% cổ phần của Stelios Haji-Ioannou qua đại diện là công ty Hodram Inc. vào năm 2009. Ngày 21 tháng 8 năm 2009, ban lãnh đạo huy động thêm 30 triệu cổ phiếu cho dự án xây dựng sân vận động mới, và 27,8 triệu cổ phiếu lập tức đã được ENIC mua về. Báo cáo năm 2010 cho biết ENIC sở hữu tới 76% lượng cổ phiếu phổ thông và 97% lượng cổ phiếu chuyển đổi, tương đương với 85% lượng cổ phiếu quỹ của câu lạc bộ. Lượng cổ phiếu còn lại được giữ bởi hơn 30.000 cổ đông khác. Theo thông báo của AGM vào năm 2011, Tottenham Hotspur đã hoàn tất thủ tục pháp lý và trở thành công ty thuộc quyền sở hữu của ENIC.

## Cổ động viên

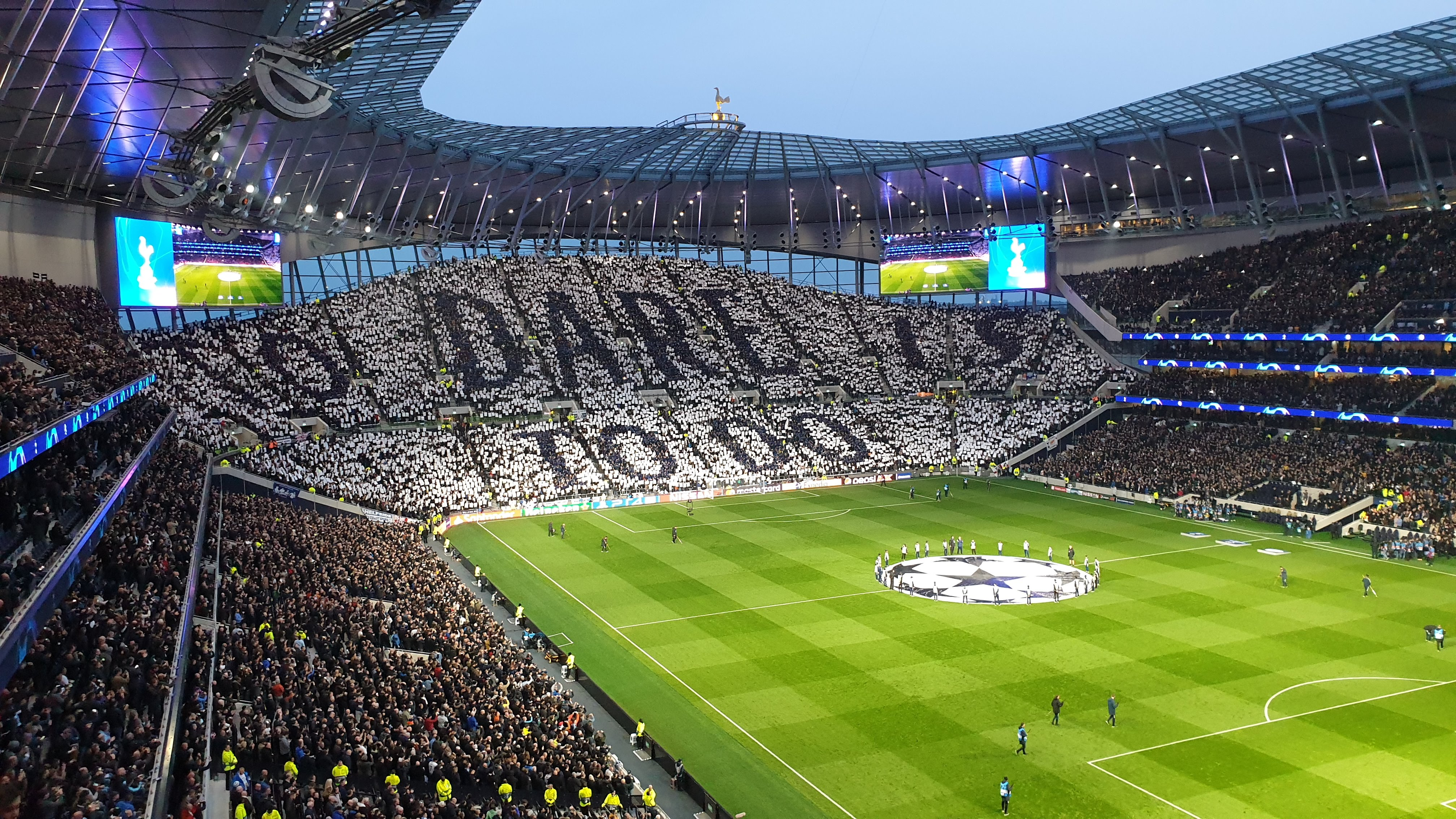
Cổ động viên ghép hình khẩu hiệu của câu lạc bộ To Dare Is to Do ở khu khán đài phía Nam, trong khuôn khổ trận tứ kết lượt đi UEFA Champions League ngày 9 tháng 4 năm 2019 gặp câu lạc bộ Manchester City.

Tottenham có lượng cổ động viên hùng hậu trong lãnh thổ Anh, đặc biệt ở vùng phía Bắc London và các hạt xung quanh. Các trận đấu trong sân nhà của họ thường kín khán giả. Trong giai đoạn 1950–62, câu lạc bộ đã 5 lần phá kỷ lục về lượng người xem trong một trận đấu tại Anh. Spurs là câu lạc bộ có lượng khán giả đông thứ 9 mùa giải 2008–09 của Ngoại hạng Anh, và thứ 11 trong toàn bộ lịch sử giải đấu này. Trong mùa giải 2017–18 khi Tottenham được thi đấu trên sân nhà là sân vận động Wembley, họ là câu lạc bộ có số khán giả đông thứ hai trong cả mùa giải. Cổ động viên trung thành của họ có nhiều nhân vật nổi tiếng, trong đó có thể kể tới triết gia Ngài A. J. Ayer. Câu lạc bộ cũng có nhiều nhóm cổ động viên trên toàn thế giới. Hội cổ động viên lớn nhất của họ Tottenham Hotspur Supporters' Trust được đội bóng công nhận là đại diện chính thức cho toàn bộ các cổ động viên trên toàn thế giới.
Về mặt lịch sử, truyền thống của Tottenham gắn liền với cộng đồng người Do Thái ở phía Đông và Đông Bắc của thành phố London. Người ta ước tính khoảng hơn 1/3 cổ động viên của câu lạc bộ trong thập niên 1930 là người Do Thái. Vì những đóng góp lớn từ thuở ban đầu, kể từ năm 1984, cả ba vị chủ tịch liên tiếp của Spurs đều là những doanh nhân Do Thái. Cho dù có lượng cổ động viên Do Thái lớn hơn bất kể một câu lạc bộ nào khác ở London (hiện chiếm khoảng 5% số lượng cổ động viên), nhưng Tottenham chưa bao giờ được coi là câu lạc bộ của người Do Thái. Trong thập niên 1960, người ta nghe thấy đối thủ của họ thường xuyên hát những ca khúc bài Do Thái với những từ ngữ như "Yids" hay "Yiddos" nhắm vào các cổ động viên Tottenham. Để đáp lại, toàn bộ các cổ động viên của câu lạc bộ đã sáng tác nên những giai điệu vào cuối thập niên 1970 và đầu thập niên 1980. Nhiều cổ động viên đã coi "Yids" là một sự tự hào, và điều đó góp phần khiến những lời chế nhạo trở nên dần vô nghĩa. Cho dù từ "Yids" được sử dụng rộng rãi nhưng nó cũng mang tới nhiều tranh cãi. Nhiều người cho rằng đó là một từ ngữ xúc phạm và bị cổ động viên Spurs sử dụng nhằm "hợp lý hóa những khái niệm Do Thái trong bóng đá", và rõ ràng là một hành vi phân biệt chủng tộc. Đại hội Do Thái thế giới và Nhóm đại biểu Do Thái tại Quốc hội Anh đều phê phán việc sử dụng từ này bởi cổ động viên Tottenham. Nhiều người khác, điển hình là Thủ tướng Anh David Cameron, thì đồng tình khi cho rằng mục đích của nó không bắt nguồn từ bất cứ thái độ thù ghét nào và cũng không được sử dụng rộng rãi, vậy nên khó có thể bị coi là hành vi xúc phạm.

### Người hâm mộ
Có rất nhiều bài hát do người hâm mộ sáng tác dành cho đội bóng, trong đó nổi tiếng nhất là "Glory Glory Tottenham Hotspur". Ca khúc này được viết vào năm 1961 sau khi Spurs hoàn tất cú đúp quốc nội lịch sử của mùa giải 1960–61, và sau đó là lần đầu tiên được thi đấu ở sân chơi châu lục. Đối thủ đầu tiên của họ là nhà vô địch Ba Lan Górnik Zabrze, và đội đã bị thua ngược với tỉ số 2-4. Lối đá quá rát của họ đã bị báo chí Ba Lan phê phán "không có chút thánh thiện nào". Lời phê bình khiến cho ba cổ động viên của Tottenham trong trận tái đấu của hai đội trên sân White Hart Lane đã quyết định mặc trang phục thiên thần với áo khoác toga, dép sandal, râu giả với cuốn Kinh thánh trên tay. Họ được phép xuống tới sát đường biên, trong khi các cổ động viên khác trên khán đài đã hát chế lời bài hát thành "Glory Glory Hallelujah". Spurs đã giành chiến thắng giòn giã 8-1. HLV của đội bóng khi đó Bill Nicholson sau này có viết trong cuốn tự truyện:
"Lần đầu tiên người ta được nghe thứ âm thanh này ở Anh, chính là vào mùa giải 1961–62. Đó là khi 60.000 khán giả tại White Hart Lane cùng nhau hát bài "Glory, Glory Hallelujah" trong trận đấu cúp Châu Âu của chúng tôi. Tôi không rõ nó bắt đầu như thế nào hay ai đã bắt đầu nó, nhưng tôi cảm thấy nó rất linh thiêng."
Bên cạnh đó, hàng loạt vụ ẩu đả hooligan bởi cổ động viên Spurs đã được ghi nhận trong các thập niên 1970 và 1980. Những sự kiện nổi tiếng nhất là những vụ ẩu đả trước và sau trận các chung kết UEFA Cup năm 1974 và 1984 tại Rotterdam và Brussels, đều gặp câu lạc bộ Feyenoord của Hà Lan. Theo thời gian, các hành động bạo lực đều đã thuyên giảm, nhưng đôi lúc vài vụ ẩu đả vẫn được ghi nhận.

### Đối thủ chính
Cổ động viên của Tottenham Hotspur có truyền thống đối đầu với nhiều đội bóng, chủ yếu là các đội bóng lớn của Thủ đô London. Nổi tiếng nhất có lẽ là với câu lạc bộ cùng phía Bắc của thành phố, Arsenal. Sự đối đầu bắt đầu từ năm 1913 khi Arsenal chuyển từ sân Manor Ground ở Plumstead sang Sân vận động Highbury, và đặc biệt, kể từ khi bất ngờ thay thế chính Tottenham để thăng hạng lên giải cấp cao nhất First Division vào năm 1919. Ngoài ra, cổ động viên Spurs cũng có truyền thống đối đầu với các câu lạc bộ Chelsea và West Ham United.

## Hoạt động xã hội
Kể từ năm 2006, chương trình hoạt động của Tottenham được phối hợp cùng Hội đồng hạt Haringey, quỹ Metropolitan Housing Trust và các cơ quan địa phương nhằm hỗ trợ phát triển thể thao và các hoạt động xã hội. Chương trình được tài trợ một phần từ quỹ Spaces for Sport của ngân hàng Barclays cùng quỹ Football Foundation. The Tottenham Hotspur Foundation còn nhận được sự ủng hộ lớn từ Thủ tướng Anh khi được trực tiếp phát động từ chính Số 10 phố Downing vào tháng 2 năm 2007.
Tháng 3 năm 2007, câu lạc bộ giới thiệu hoạt động từ thiện vì trẻ em cùng quỹ SOS Children's Villages UK. Các cầu thủ sẽ tới thăm các em nhỏ tại Rustenburg, Nam Phi. Toàn bộ số tiền nhằm giúp các em có trang thiết bị chạy bộ và phát triển các dự án phát triển cộng đồng tại Rustenburg. Trong năm tài khóa 2006–07, Tottenham chính là đội có nhiều khoản chi nhất cho các hoạt động xã hội và từ thiện. Trung bình, đội bóng đóng góp tới 4,5 triệu bảng mỗi năm, và thống nhất đảm bảo khoản đóng góp trong vòng 4 năm liên tục. Cần biết rằng khoản đóng góp từ thiện của câu lạc bộ mùa giải 2005–06 chỉ vỏn vẹn 9.763 bảng.
Spurs cũng là một trong những câu lạc bộ bóng đá tham gia tích cực nhất vào hoạt động chống biến đổi khí hậu 10:10 nhằm kêu gọi cá nhân, tổ chức, doanh nghiệp có ý thức về các vấn đề môi trường. Năm 2009, họ tham gia vào cộng đồng giảm thiểu chất thải carbon. Họ thay thế toàn bộ hệ thống chiếu sáng bằng một hệ thống mới có hiệu năng cao hơn, tắt hệ thống sưởi khi không cần thiết, và chọn lộ trình bay ngắn nhất cho đội bóng. Chỉ sau một năm, câu lạc bộ thông báo đã giảm thiểu được lượng chất thải carbon lên tới 14%.
Mặt khác, họ cũng thuyết phục thành công trong việc giảm thiểu 106 ràng buộc hợp đồng liên quan tới dự án Northumberland Development Project. Ban đầu, dự án yêu cầu họ phải cơi nới 50% những ngôi nhà tồi tàn và trả số tiền chênh lệch 15,5 triệu bảng cho kinh phí duy trì cơ sở hạ tầng. Dự án vốn gây tranh cãi vì Tottenham đã mua lại và phá hủy một khu vực đang phát triển, việc giải phóng mặt bằng đã khiến nhiều người mất việc, và bản thân câu lạc bộ không tạo được đủ những việc làm mới để thay thế Câu lạc bộ đưa ra dẫn chứng rằng sân vận động mới thực ra đã tạo nên 3.500 việc làm mới, cũng như đảm bảo thu về 293 triệu bảng mỗi năm cho toàn vùng, và thực tế thì dự án này sẽ còn phục vụ cho cả vùng Tottenham trong ít nhất 20 năm tới. Thực tế, câu lạc bộ cũng đã xây 256 căn nhà tình nghĩa và một trường tiểu học cho 400 em học sinh ở phía Bắc vùng Tottenham.

## Đội bóng nữ Tottenham Hotspur

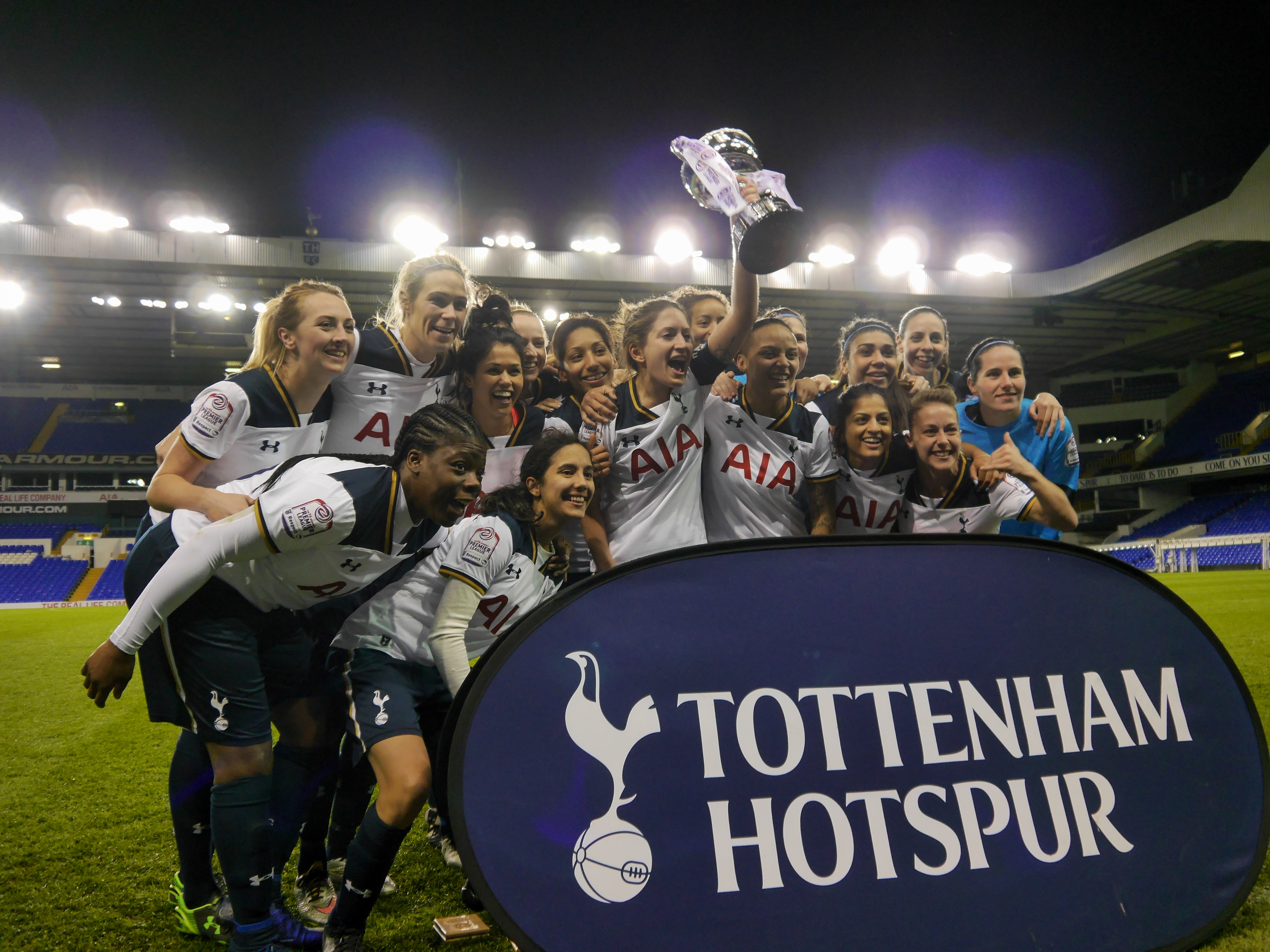
Đội nữ Tottenham Hotspur L.F.C. đăng quang FA Women's National League South năm 2017.

Đội bóng nữ Tottenham Hotspur L.F.C. được thành lập vào năm 1985 dưới tên Broxbourne Ladies. Họ trở thành đội bóng nữ của Tottenham kể từ mùa giải 1991–92 và chơi cho giải bóng đá chuyên nghiệp London và vùng Đông Nam (hạng 4). Họ được thăng hạng sau khi vô địch mùa giải 2007–08. Năm 2016–17, họ đăng quang FA Women's National League South, rồi giành chiến thắng trong trận playoff để lên FA Women's Championship.
Ngày 1 tháng 5 năm 2019, sau khi kết thúc ở vị trí thứ hai ở Championship sau trận hòa 1-1 với câu lạc bộ Aston Villa, đội bóng Tottenham Hotspur nữ chính thức được lên giải đấu cao nhất nước Anh FA Women's Super League. Họ sử dụng tên Tottenham Hotspur Women bắt đầu từ mùa giải 2019–20.

## Danh hiệu

### Danh hiệu trong nước
Giải vô địch quốc gia 
- First Division / Premier League:
  - Vô địch (2): 1950–51, 1960–61
- Second Division:
  - Vô địch (2): 1919–20, 1949–50

Giải đấu Cúp
- Cúp FA:
  - Vô địch (8): 1900–01, 1920–21, 1960–61, 1961–62, 1966–67, 1980–81, 1981–82, 1990–91
- Cúp Liên đoàn Anh:
  - Vô địch (4): 1970–71, 1972–73, 1998–99, 2007–08
- Siêu cúp Anh:
  - Vô địch (7): 1921, 1951, 1961, 1962, 1967, 1981*, 1991* (*chia sẻ chức vô địch)

### Danh hiệu châu lục
- UEFA Cup Winners' Cup:
  - Vô địch (1): 1962–63
- UEFA Cup / UEFA Europa League:
  - Vô địch (3): 1971–72, 1983–84, 2024–25
- UEFA Champions League:
  - Á quân (1): 2018–19

### Danh hiệu khác
- Audi Cup
  - Vô địch (1): 2019
- Tiger Cup
  - Vô địch (1): 2023
- J-League Cup
  - Vô địch (1): 2024
- Premier League Asia Trophy
  - Vô địch (1): 2009

## Thống kê và kỷ lục
Steve Perryman hiện là cầu thủ có số lần ra sân nhiều nhất cho đội bóng với 854 trận từ năm 1969 tới năm 1986, trong số đó 655 trận thuộc giải vô địch quốc gia. Harry Kane hiện đang là chân sút vĩ đại nhất lịch sử câu lạc bộ với 280 bàn thắng.
Trận thắng đậm nhất trong khuôn khổ giải vô địch quốc gia của Tottenham là trước đối thủ Bristol Rovers F.C. ở Second Division ngày 22 tháng 10 năm 1977. Trận thắng đậm nhất của họ là tỉ số 13-2 trước Crewe Alexandra ngày 3 tháng 2 năm 1960. Trận thắng đậm nhất của Spurs ở giải đấu cấp cao nhất là trận thắng 9-1 trước Wigan Athletic ngày 22 tháng 11 năm 2009 với 5 năm bàn thắng của Jermain Defoe. Trận thua đậm nhất của họ là thất bại 0-8 trước 1. FC Köln tại Intertoto Cup ngày 22 tháng 7 năm 1995.
75.038 là kỷ lục khán giả tới theo dõi một trận đấu của Tottenham tại White Hart Lane, ngày 5 tháng 3 năm 1938 trước câu lạc bộ Sunderland. Trận đấu có đông khán giả nhất lịch sử Tottenham là trên sân vận động Wembley ngày 2 tháng 11 năm 2016, với 85.512 người tới xem trận đấu với Bayer Leverkusen trong khuôn khổ UEFA Champions League 2016–17. Ngoài ra, còn phải kể tới trận Derby Bắc London với Arsenal ngày 10 tháng 2 năm 2018 với 83.222 khán giả là trận đấu có đông người xem nhất lịch sử giải Ngoại hạng Anh.

## Cầu thủ

### Đội hình chính thức
Tính đến 3 tháng 8 năm 2025
Ghi chú: Quốc kỳ chỉ đội tuyển quốc gia được xác định rõ trong điều lệ tư cách FIFA. Các cầu thủ có thể giữ hơn một quốc tịch ngoài FIFA.
| Số | VT | Quốc gia   | Cầu thủ                                   |
| -- | -- | ---------- | ----------------------------------------- |
| 1  | TM | Ý          | Guglielmo Vicario                         |
| 3  | HV | România    | Radu Drăgușin                             |
| 4  | HV | Áo         | Kevin Danso                               |
| 6  | TV | Bồ Đào Nha | João Palhinha (cho mượn từ Bayern Munich) |
| 8  | TV | Mali       | Yves Bissouma                             |
| 9  | TĐ | Brasil     | Richarlison                               |
| 10 | TV | Anh        | James Maddison (đội phó)                  |
| 11 | TĐ | Pháp       | Mathys Tel                                |
| 13 | HV | Ý          | Destiny Udogie                            |
| 14 | TV | Anh        | Archie Gray                               |
| 15 | TV | Thụy Điển  | Lucas Bergvall                            |
| 17 | HV | Argentina  | Cristian Romero (đội trưởng)              |
| 19 | TĐ | Anh        | Dominic Solanke                           |
| 20 | TĐ | Ghana      | Mohammed Kudus                            |
| 21 | TĐ | Thụy Điển  | Dejan Kulusevski                          |

| Số | VT | Quốc gia    | Cầu thủ           |
| -- | -- | ----------- | ----------------- |
| 22 | TĐ | Wales       | Brennan Johnson   |
| 23 | HV | Tây Ban Nha | Pedro Porro       |
| 24 | HV | Anh         | Djed Spence       |
| 27 | TĐ | Israel      | Manor Solomon     |
| 28 | TĐ | Pháp        | Wilson Odobert    |
| 29 | TV | Sénégal     | Pape Matar Sarr   |
| 30 | TV | Uruguay     | Rodrigo Bentancur |
| 31 | TM | Séc         | Antonín Kinský    |
| 33 | HV | Wales       | Ben Davies        |
| 37 | HV | Hà Lan      | Micky van de Ven  |
| 40 | TM | Hoa Kỳ      | Brandon Austin    |
| 44 | TĐ | Anh         | Dane Scarlett     |
| —  | HV | Nhật Bản    | Kōta Takai        |
| —  | HV | Croatia     | Luka Vušković     |
| —  | TĐ | Tây Ban Nha | Bryan Gil         |

#### Cho mượn
Tính đến 23 tháng 7 năm 2025
Ghi chú: Quốc kỳ chỉ đội tuyển quốc gia được xác định rõ trong điều lệ tư cách FIFA. Các cầu thủ có thể giữ hơn một quốc tịch ngoài FIFA.
| Số | VT | Quốc gia  | Cầu thủ                                                           |
| -- | -- | --------- | ----------------------------------------------------------------- |
| 18 | TĐ | Hàn Quốc  | Yang Min-hyeok (tại Portsmouth đến ngày 30 tháng 6 năm 2026)      |
| 35 | HV | Anh       | Ashley Phillips (tại Stoke City đến ngày 30 tháng 6 năm 2026)     |
| 36 | TĐ | Argentina | Alejo Véliz (tại Rosario Central đến ngày 30 tháng 6 năm 2026)    |
| 45 | TV | Anh       | Alfie Devine (tại Preston North End đến ngày 30 tháng 6 năm 2026) |

## Các cựu huấn luyện viên và cầu thủ

### Huấn luyện viên
Thứ tự theo thời gian bổ nhiệm làm huấn luyện viên của Tottenham Hotspur:
- (TQ) – Tạm quyền
- (FTC) – Huấn luyện viên đội một

- 1898  Frank Brettell
- 1899  John Cameron
- 1907  Fred Kirkham
- 1912  Peter McWilliam
- 1927  Billy Minter
- 1930  Percy Smith
- 1935  Wally Hardinge
- 1935  Jack Tresadern
- 1938  Peter McWilliam
- 1942  Arthur Turner
- 1946  Joe Hulme
- 1949  Arthur Rowe
- 1955  Jimmy Anderson
- 1958  Bill Nicholson
- 1974  Terry Neill
- 1976  Keith Burkinshaw
- 1984  Peter Shreeves
- 1986  David Pleat
- 1987  Trevor Hartley
- 1987  Terry Venables
- 1991  Peter Shreeves
- 1992  Doug Livermore
  -  Ray Clemence (FTC)
- 1993  Osvaldo Ardiles
- 1994  Steve Perryman
- 1994  Gerry Francis
- 1997  Chris Hughton
- 1997  Christian Gross
- 1998  David Pleat
- 1998  George Graham
- 2001  David Pleat
- 2001  Glenn Hoddle
- 2003  David Pleat
- 2004  Jacques Santini
- 2004  Martin Jol
- 2007  Clive Allen
- 2007  Juande Ramos
- 2008  Harry Redknapp
- 2012  André Villas-Boas
- 2013  Tim Sherwood
- 2014  Mauricio Pochettino
- 2019  José Mourinho
- 2021  Ryan Mason (TQ)
- 2021  Nuno Espírito Santo
- 2021  Antonio Conte
- 2023  Christian Stellini (TQ)
- 2023  Ange Postecoglou

### Danh thủ
Những cầu thủ sau đây có tên trong Đại sảnh Danh vọng của câu lạc bộ. Hai danh thủ mới nhất được bổ sung vào Đại sảnh Danh vọng là Steve Perryman và Jimmy Greaves vào ngày 20 tháng 4 năm 2016.
| - Osvaldo Ardiles - Ricardo Villa - Clive Allen - Les Allen - Paul Allen - Darren Anderton - Peter Baker - Phil Beal - Bobby Buckle - Keith Burkinshaw - Martin Chivers - Tommy Clay - Ray Clemence - Ralph Coates - Garth Crooks - Jimmy Dimmock | - Ted Ditchburn - Terry Dyson - Paul Gascoigne - Arthur Grimsdell - Jimmy Greaves - Willie Hall - Ron Henry - Glenn Hoddle - Jack Jull - Harry Kane - Cyril Knowles - Gary Lineker - Gary Mabbutt - Paul Miller - Billy Minter - Tom Morris | - Alan Mullery - Bill Nicholson - Maurice Norman - Steve Perryman - Martin Peters - John Pratt - Graham Roberts - Teddy Sheringham - Bobby Smith - Vivian Woodward - Chris Waddle - Fanny Walden - David Ginola - Hugo Lloris - Steffen Freund - Jürgen Klinsmann | - Chris Hughton - Danny Blanchflower - Pat Jennings - Son Heung-min - Steve Archibald - Bill Brown - John Cameron - Alan Gilzean - Dave Mackay - John White - Gareth Bale - Ronnie Burgess - Mike England - Cliff Jones - Terry Medwin - Taffy O'Callaghan |

## Cầu thủ xuất sắc nhất mùa giải
Được bình chọn bởi thành viên câu lạc bộ và các khán giả sở hữu vé toàn bộ mùa giải (áp dụng từ mùa giải 2005–06).
| - 1987 Gary Mabbutt - 1988 Chris Waddle - 1989 Erik Thorstvedt - 1990 Paul Gascoigne - 1991 Paul Allen - 1992 Gary Lineker - 1993 Darren Anderton - 1994 Jürgen Klinsmann - 1995 Teddy Sheringham - 1996 Sol Campbell | - 1997 Sol Campbell - 1998 David Ginola - 1999 Stephen Carr - 2000 Stephen Carr - 2001 Neil Sullivan - 2002 Simon Davies - 2003 Robbie Keane - 2004 Jermain Defoe - 2005–06 Robbie Keane - 2006–07 Dimitar Berbatov | - 2007–08 Robbie Keane - 2008–09 Aaron Lennon - 2009–10 Michael Dawson - 2010–11 Luka Modrić - 2011–12 Scott Parker - 2012–13 Gareth Bale - 2013–14 Christian Eriksen - 2014–15 Harry Kane - 2015–16 Toby Alderweireld - 2016–17 Christian Eriksen | - 2017–18 Jan Vertonghen - 2018–19 Son Heung-min - 2019–20 Son Heung-min - 2020–21 Harry Kane - 2021–22 Son Heung-min - 2022–23 Harry Kane - 2023–24 Micky van de Ven |

## Câu lạc bộ liên kết
- Internacional[222]
- San Jose Earthquakes[223]
- Nam Hoa AA[224]
- Supersport United[225]

### Cổng thông tin khác
- Thống kê về Tottenham Hotspur
- Trang thông tin Lưu trữ ngày 16 tháng 9 năm 2011 tại Wayback Machine của British Pathe